# 長谷川秀樹
長谷川 秀樹（はせがわ ひでき、1970年 - ）は、日本の社会学者。専攻はコルシカ島地域研究等。学位は、博士（国際関係学）（学位論文「「コルシカ人民=民族」の生成」）。横浜国立大学大学院都市イノベーション研究院教授。渋沢・クローデル賞LVJ特別賞受賞。

## 人物・経歴
和歌山県生まれ。1993年立命館大学国際関係学部国際関係学科卒業。1998年立命館大学大学院国際関係研究科国際関係学専攻博士課程修了、学位論文「「コルシカ人民=民族」の生成」により博士（国際関係学）の学位を取得。
日本学術振興会特別研究員を経て、1999年千葉大学大学院社会文化科学研究科助手。2005年横浜国立大学教育人間科学部国際共生社会課程助教授。 2007年横浜国立大学教育人間科学部国際共生社会課程准教授。2021年横浜国立大学都市科学部都市社会共生学科教授。
専攻はコルシカ島地域研究で、『コルシカの形成と変容―共和主義フランスから多元主義ヨーロッパへ』により第20回（2003）渋沢・クローデル賞LVJ特別賞受賞。

## 著作

### 著書
- 『コルシカの形成と変容 : 共和主義フランスから多元主義ヨーロッパへ』三元社 2002年

### 訳書
- ジャニーヌ・レヌッチ『コルシカ島』（渥美史と共訳）白水社 1999年
- アンドレア・センプリーニ『多文化主義とは何か』（三浦信孝と共訳）白水社 2003年